# Burg Göffingen (Die alte Schlossmauer)
Die Burg Göffingen ist eine abgegangene Höhenburg auf einem Hügel am Talrand auf 550 m ü. NN bei dem Ortsteil Göffingen der Gemeinde Unlingen im Landkreis Biberach in Baden-Württemberg.
Von der ehemaligen Burganlage der Höhenburg ist nichts erhalten. In der Renlinschen Karte aus der ersten Hälfte des 17. Jahrhunderts wird hier die alte Schlossmauer verzeichnet, vermutlich war diese Anlage der Vorgängerbau des abgegangenen Schlosses von Göffingen neben der Ortskirche.